# Arbecey
Arbecey település Franciaországban, Haute-Saône megyében. Lakosainak száma 236 fő (2022. január 1.). Arbecey Lambrey, Aboncourt-Gesincourt, Augicourt, Chargey-lès-Port, Combeaufontaine, La Neuvelle-lès-Scey, Purgerot, Scey-sur-Saône-et-Saint-Albin és Semmadon községekkel határos.

## Népesség
A település népességének változása:
| Lakosok száma | 253  | 261  | 271  | 259  | 251  | 242  | 241  | 241  | 236  |
|               | 2013 | 2015 | 2016 | 2017 | 2018 | 2019 | 2020 | 2021 | 2022 |